# 証人の椅子
『証人の椅子』（しょうにんのいす）は、1965年に公開された山本薩夫監督の日本映画。
開高健が徳島ラジオ商殺し事件を題材にして執筆した小説『片隅の迷路』が原作。

## あらすじ
徳島市の山田ラジオ店の主人が殺害された事件から９か月後、被害者の内縁の妻・洋子が犯人として逮捕され、懲役１３年の判決が言い渡される。直ちに控訴したが二審でも有罪は動かず、絶望した洋子は最高裁への上告を取り下げる。結論は見えていて、金銭的負担が背負いきれないためである。そこへ、４年前のラジオ商殺し犯人だと自首してきた男が現れたが、自白内容があいまいという理由から釈放されてしまう。
それを機に洋子の義理の甥にあたる瀬戸物商の流二は、事件の核心を探り、裁判のやり直しに動くことを始める。洋子有罪の決め手は当時商店に勤めていた二少年の証言で、追及していくうち、検察官への供述、法廷の証言が嘘であることを確信する。長期にわたる拘留、脅迫的な詰問、恐怖と自由への希求から偽証したものと知る。流二らの動きを察した検察は更に少年への圧力を強め、流二に対しては威嚇、買収などの疑いで捜査を開始する。検察と流二の板挟みになった少年も、流二も精魂尽き果てそうになったが、人権擁護官の進言に端を発した検察審査会の勧告があって、二少年の証言に偽証の疑いがあることが明るみに出る。流二も少年も孤立した状況からは救われたが、裁判のやり直しには、まだ険しい道が控えていた。

## スタッフ
以下のスタッフ名はKINENOTEに従った。
- 監督 - 山本薩夫
- 脚色 - 井手雅人
- 原作 - 開高健 小説『片隅の迷路』
- 製作 - 伊藤武郎、宮古とく子
- 撮影 - 上村竜一
- 美術 - 菊池誠
- 音楽 - 池野成
- 録音 - 空閑昌敏
- 照明 - 高橋一三
- 編集 - 河野秋和

## キャスト
- 福田豊土 - 浜田流二[2]
- 吉行和子 - 浜田たか子[2]
- 新田昌玄 - 山口検事[2]
- 奈良岡朋子 - 葛西洋子[2]
- 樋浦勉 - 坂根進[2]
- 寺田誠 - 柳原正夫[2]
- 浜田寅彦 - 今井弁護士[2]
- 日岸喜美子 - 久子[2]
- 日色ともえ - 竜子[2]
- 松下達夫 - 榊部長[2]
- 下絛正巳 - 安井副部長[2]
- 大滝秀治 - 高瀬検事[2]
- 庄司永建 - 服部事務官[2]
- 永田靖 - 佐藤弁護士[2]
- 加藤嘉 - 岡本人権擁護課長[2]
- 佐野浅夫[2] - 徳島市警察主任警部
- 清水将夫 - 地裁裁判長[2]
- 大町文夫 - 坂根の父[2]
- 嵯峨善兵 - 警察医[2]
- 石黒達也[4]
- 宮坂将嘉[4]
- 島田敬一[4]
- 牧野義介[4]
- 大友純[4]
- 山村弘三[4]
- 野村昭子[4]
- 磯野みどり[4]
- 高山秀雄[4]
- 内藤安彦[4]
- 鈴木智[4]
- 小野田巧[4]
- 田口精一[4]
- 井上かおる[4]
- 里井正美[4]
- 今野鶏三[4]
- 星野和正[4]
- 村田章[4]
- 山吉克昌[4]
- 多治見享[4]
- 石島房太郎[4]
- 加地健太郎[4]
- 福山練[4]
- 石森武雄[4]
- 永田裕康[4]

## 受賞歴
- 1965年度 第16回ブルーリボン賞
  - 監督賞 山本薩夫『にっぽん泥棒物語』『証人の椅子』[5]

- 1965年 第20回毎日映画コンクール
  - 俳優部門女優助演賞 奈良岡朋子『証人の椅子』[6]

- 1965年度 第39回キネマ旬報賞
  - 日本映画ベスト・テン5位 『証人の椅子』（山本薩夫監督）[7]